# Cynthia Woodhead
Pour les articles homonymes, voir Woodhead.
Cynthia Lee Woodhead (née le 7 février 1964), plus connue sous le surnom donné par sa famille, "Sippy", est une ancienne championne américaine de natation avec des victoires en championnat du monde dès l'âge de 14 ans (aux championnats du monde de 1978), des médailles olympiques et sept records du monde.

## Carrière
Woodhead gagne l'or au 200 m nage libre, au 4 × 100 m nage libre et au relais 4 nages, ainsi que deux médailles d'argent, à l'âge de 14 ans aux Championnats du monde de natation 1978.
Aux Jeux panaméricains de 1979, à San Juan, Porto Rico, elle reçoit 5 médailles d'or. Elle gagne le 100 m nage libre, le 200 m nage libre et le 400 m nage libre et fait partie de l'équipe gagnante du relais 4 × 100 m nage libre et 4 × 100 m 4 nages.
Woodhead se qualifie pour six disciplines aux Jeux olympiques de 1980, qui doivent avoir lieu à Moscou, et est considérée comme une des favorites pour les quatre épreuves individuelles, étant classée première mondiale à ce moment. Cependant, en raison du boycott américain des jeux olympiques, elle ne peut pas participer. Elle affirme plus tard en interview que cette déception pourrait être à l'origine de ses problèmes de santé les années suivantes. En 1981 et 1982, elle enchaîne en effet les problèmes de santé : une mononucléose, une fracture à la jambe et une pneumonie.
Woodhead se présente aux Jeux Olympiques d'été de 1984 à Los Angeles, et y arrive deuxième au 200 m nage libre, derrière sa compatriote Mary Wayte.
Elle bat le record du monde du 50 mètres nage libre le 10 avril 1980, mais Jill Sterkel bat ce nouveau record le même jour. Elle bat le record du 200 mètres nage libre trois fois en 1978 et en 1979, et son dernier record tient jusqu'en 1984. Elle fait également partie de l'équipe de relais américaine qui tient le record mondial du 4 × 100 m nage libre de 1978 à 1980.

## Récompenses
En 1979, Woodhead est nommée Nageuse de l'année par Swimming World et devient l'USOC Sports Woman of the Year. En 1994, elle rejoint l'International Swimming Hall of Fame.